# Eksplintborre
Eksplintborre (Scolytus intricatus) är en barkborre som beskrevs 1837 av Julius Theodor Christian Ratzeburg. Arten ingår i släktet Scolytus och familjen vivlar. Eksplintborre är en västpalearktisk art. I Norden förekommer den så långt norrut som till Gästrikland och Hälsingland i Sverige, men bara i allra sydligaste delarna av Norge och Finland.